# وولودیمیر یزرسکی
وولودیمیر ایوانوویچ یزرسکی (انگلیسی: Volodymyr Ivanovych Yezerskiy؛ زادهٔ ۱۵ نوامبر ۱۹۷۶) یک بازیکن فوتبال اهل اوکراین است.
وی همچنین در تیم ملی فوتبال اوکراین بازی کرده‌است.